# فرانك بانتينغ بلاك
فرانك بانتينغ بلاك هو سياسي كندي، ولد في 28 فبراير 1869 في Sackville, New Brunswick ‏ في كندا، وتوفي في 28 فبراير 1945. نشط حزبياً في حزب كندا المحافظ. وقد انتخب عضو الجمعية التشريعية لنيو برونزويك ‏ وانتخب عضو مجلس الشيوخ الكندي ‏.